# Puya cuatrecasasii
Puya cuatrecasasii är en gräsväxtart som beskrevs av Lyman Bradford Smith. Puya cuatrecasasii ingår i släktet Puya och familjen Bromeliaceae. Inga underarter finns listade i Catalogue of Life.